# Хашмашу Чичеулуј (Бистрица-Насауд)
Хашмашу Чичеулуј (рум. Hășmașu Ciceului) насеље је у Румунији у округу Бистрица-Насауд у општини Уриу. Oпштина се налази на надморској висини од 400 m.

## Становништво
Према подацима из 2002. године у насељу је живело 288 становника, од којих су сви румунске националности.